# Прва влада Велимира Вукићевића
Прва влада Велимира Вукићевића је била влада Краљевине Срба, Хрвата и Словенаца која је владала од 17. априла 1927. до 23. фебруара 1928. године.

## Чланови владе
| Функција                                                         | Слика              | Име и презиме             | Детаљи                        |
| ---------------------------------------------------------------- | ------------------ | ------------------------- | ----------------------------- |
| Председник Министарског савета                                   |                    | Велимир Вукићевић         |                               |
| Министар иностраних дела                                         |                    | Војислав Д. Маринковић    |                               |
| Министар војске и морнарице                                      |                    | Стеван Хаџић              |                               |
| Министар унутрашњих дела                                         |                    | Велимир Вукићевић         | до 15.1.1928.                 |
| Министар унутрашњих дела                                         | Чедомир Радовић    |                           |                               |
| Министар правде                                                  |                    | Милан Сршкић              | до 14.6.1927.                 |
| Министар правде                                                  |                    | Нинко Перић               | заступник                     |
| Министар правде                                                  |                    | Душан Суботић             | од 16.6.1927.                 |
| Министар просвете                                                |                    | Богдан Ст. Марковић       | заступник                     |
| Министар просвете                                                |                    | Нинко Перић               | од 16.6.1927. до 21.9.1927.   |
| Министар просвете                                                | Коста Кумануди     |                           |                               |
| Министар финансија                                               |                    | Богдан Ст. Марковић       |                               |
| Министар грађевина                                               |                    | Илија Шуменковић          |                               |
| Министар трговине и индустрије                                   |                    | Мехмед Спахо              |                               |
| Министар пољопривреде и вода                                     |                    | Светозар Станковић        |                               |
| Министар пошта и телеграфа                                       |                    | Светозар Станковић        | заступник                     |
| Министар пошта и телеграфа                                       |                    | Влајко Коцић              | од 16.6.1927.                 |
| Министар шума и рудника                                          |                    | Коста Кумануди            | до 21.9.1927.                 |
| Министар шума и рудника                                          | Александар Мијовић |                           |                               |
| Министар социјалне политике                                      |                    | Александар Мијовић        | до 21.9.1927.                 |
| Министар социјалне политике                                      | Андреј Госар       |                           |                               |
| Министар вера                                                    |                    | Милан Сршкић              | заступник, до 14.6.1927.      |
| Министар вера                                                    |                    | Нинко Перић               | заступник                     |
| Министар вера                                                    |                    | Драгомир Обрадовић        | од 16.6.1927.                 |
| Министар народног здравља                                        |                    | Владимир Андрић           | заступник                     |
| Министар народног здравља                                        | Алекса Савић       | Александар Савић          | од 16.6.1927. до 27.1.1928. † |
| Министар народног здравља                                        |                    | Владимир Андрић           | заступник, од 27.1.1928.      |
| Министар припреме за Уставотворну скупштину и изједначење закона |                    | Коста Кумануди            | заступник                     |
| Министар припреме за Уставотворну скупштину и изједначење закона |                    | Грга Будислав Анђелиновић | од 16.6.1927.                 |
| Министар аграрне реформе                                         |                    | Владимир Андрић           |                               |
| Министар саобраћаја                                              |                    | Светислав Т. Милосављевић |                               |
| Министар без портфеља                                            |                    | Нинко Перић               | до 16.6.1927.                 |
| Министар без портфеља                                            |                    | Велимир М. Поповић        | од 23.6.1927. до 17.1.1928.   |